# 長沼直兄
長沼 直兄（ながぬま なおえ、1894年11月16日 - 1973年2月9日）は日本語教育者。

## 略歴
1894年11月16日、群馬県伊勢崎市近郊に長沼宗雄の三男として誕生。1915年6月、21歳の時に東京高等商業学校（一橋大学の前身）入学。隣人のアメリカ人の依頼で日本語教師の代行をしたことをきっかけに、「日本語教育」の道を歩んだ。ハロルド・E・パーマーとの出会いを機に、「英語教授研究所」に関わってパーマーを援け、その後、米国大使館で主任教官として米国陸海軍から送られたアメリカ人将校への日本語教育を担当した。日米開戦が近づき米国大使館の日本語教室は閉鎖され、文部省内に日本語教育振興会が設立されると、その理事としてアジア地域(大東亜)への日本語普及事業にも携わり、戦後は、財団法人言語文化研究所附属東京日本語学校を創立、生涯を日本語教育に尽力した。教材開発にも意欲的に取り組んだ。1965年11月、長沼直兄は長年の日本語教育への貢献に対し、勲三等瑞宝章を受けた。これを記念して1966年4月、「長沼記念館」(現在の長沼スクールの3号館)を建設、同年5月には「長沼名誉校長叙勲記念胸像」が設置された。墓所は多磨霊園

## ハロルド・E・パーマーとの出会い
1921年10月、2年近く勤務した貿易商社の横浜支店閉鎖を機に退職。経済学を志して勉強していたところ、隣人のアメリカ人宣教師から病気になった日本語教師の代行を頼まれ、当時神田三崎町にあった日本語学校の臨時教師となる。これが、生涯をかける日本語教育へのきっかけとなった。1922年5月頃、英国の英語教育者であるハロルド・E・パーマーの東京高等師範学校における連続講演にホームズ校長の代理として出席。これを機に、パーマーの授業のデモンストレーションを手伝うなど、親しい交流が始まる。1923年12月文部省内に「英語教授研究所(The Institute for Research in English Teaching)」が設立されると、パーマーは所長、直兄は幹事に就任した。1924年30歳にして、英語教授研究所の委嘱研究員となる。11人中4名の日本人のうちの1人であった。直兄は、得意の英語を生かし、全国での講演、教科書作成、解説・指導のほか、英語教材の作成など常にパーマーの傍らにありその仕事を支えた。さらに、1925年、秩父宮雍仁親王の世界各国視察(4月から2年間)に際し、パーマーとともに英語を御進講した(1月 - )。
この1925年より、パーマーの英語教科書作成に協力。『The Standard English Readers for Beginners』及び、その続編『The Standard English Readers』(10巻)の素材収集、「那須与一」などの英訳を担当。1926年、パーマーの英語教科書のための語彙研究、1,500語の選別に参画したのを機に日本語教科書のための語彙調査を始め、議会速記録・朝日新聞・築地活版所(活字製造所)等の資料を参考に独自の漢字頻度表を作成。構文・語彙・漢字を総合した教材の作成に着手し、学習者に試用しつつ改良をはかる。1927年12月、かねて資料収集、語彙調査、翻訳などパーマーに協力してきた英語教科書(英語教授研究所、中学校用教科書『The Standard English Readers』)全10巻 が完成。翌年3月、文部省の検定を通り、4月から全国で使われた。
1928年、長沼直兄がパーマーの意を体して『機構的文法』、『機構的英文法解説』(日本文)を執筆。このとき、長沼はパーマーに日本語教育における「文型」を紹介したとされる。同書でパーマーは、construction-type（構型）とsentence-type (文型)を同じ意味で用い、さらに英語の27動詞型について執筆し、これがやがて英語教育における基本5文型の礎となった。同1928年12月、長沼は、英語教育、日本語教育に関する出版社開拓社取締役に就任。

## 『標準日本語讀本』(ナガヌマリーダー)の作成
1923年9月関東大震災で日本語学校が焼失して一時神戸に移転したが、これを機に直兄は同校を退職した。その後、パーマーの推薦により、同年10月に米国大使館の日本語教官に就任した。直兄は、日米の関係の緊張の高まりからアメリカ政府が日本での教育を閉鎖するまでの約18年間、米国大使館で主任教官として米国陸海軍から送られたアメリカ人将校への日本語教育に従事した。当初、教材として採用されていたものは、小学生向けのもので、国家の任務を負って日本語を学ぶ知的水準の高い将校らにとっては、不適当であった。そこで、彼等のために、かねて学習者に試用中の自作テキストを基に「標準日本語讀本」を作成。元々この出版のために資金援助をするといったアメリカ大使館は、世界恐慌が起こったためそれを用意できなくなったが、直兄は出版費を負担し、自費出版に踏み切った。1931年に巻一を刊行、1934年までに同シリーズ全7巻が完成した。この読本は、長沼直兄の名前から「ナガヌマリーダー」と呼ばれて親しまれた。直兄は、生徒のためにカリキュラムを組み、教科書に附属する漢字カードなどを作成し、将校らの日本語理解に努めた。彼らは、直兄の教育技術だけでなく、人間性に魅かれ、“Nog”というニックネームをつけ、週に一度ある授業を非常に楽しみにしていたそうだ。このシリーズ及び付属教材は、東京の教室が閉鎖されてから関係者によってアメリカに持ち込まれ、戦時下のアメリカ陸海軍の日本語学校で増刷されて使用され、 ナガヌマの名を広める端緒となる。この読本は、文学作品・落語・日本事情・平安時代や江戸時代の文化・日本政府の仕組みなどもテーマとして取り上げられ、日本について一通りのことが学べる内容になっている。更に、Albert E. Hindmarshは、「常用日本語を身につけるためには、最低でも『標準日本語讀本』を読むべきだ。長沼直兄は、最高の日本語教師であり、日本語学習の最適な教科書の著者である」と称賛している。また、アメリカ合衆国出身の日本文学者ドナルド・キーンも、米海軍日本語学校時代に使ったこの教科書について「教科書として傑作です。」と高く評価している。

## 日本語教育振興会との関わり
1941年8月、「日本語教育振興会」が文部省内に設立され、長沼直兄は理事に就任した。ここで、東アジア・東南アジア（大東亜)への日本語普及事業に関わることとなった。直兄は、在任中に同会主催の日本語教育講座において、日本語教授法などの講座を担当した。1942年9月、日本語教育振興会理事兼研究部主事に就任。同年10月中国大陸の子供用入門教材「ハナシコトバ」の教師用の指南書「ハナシコトバ学習指導書」を執筆した。これは、外地への派遣教員のみならず、国内の留学生のための現場でも、その他の地域でも、日本語の直接法での教え方の指南書として珍重された。同会在任中は、特に、調査や教科書を始めとする出版物の計画から発行までを担当し、日本語教科書をはじめとする出版物の編纂、教員養成事業に極めて多忙な毎日であった。1943年には、長沼直兄の構想に基づき、日本語教育振興会が100万語を目標に語彙調査を開始。初級の基本語彙を中心に、中級・上級と範囲を広げ、25万語を収集したところで終戦により調査中断。解散までに、多くの日本語教科書や参考書、雑誌を発行した。
1944年6月、日本語教育振興会は、事業の拡張に伴い神田三崎会館に移転。終戦後の1945年12月、財団法人日本語教育振興会 理事長に就任。理事会にて日本語教育振興会の解散を決定。同年5月同会は、外務・文部両大臣より解散が許可された。

## 東京日本語学校(長沼スクール)設立
1946年外務・文部両大臣より日本語教育振興会の残余財産が、「財団法人言語文化研究所」に継承されることが許可される。1948年3月、在日宣教師団・在日外国人有志の要請により、財団法人言語文化研究所「附属東京日本語学校」を設立し、直兄は理事長に就任した。同校は、日本語と世界各言語の研究、言語に関する文化の研究と教育を行うことを目的とする機関として、1948年4月12日、千代田区神田三崎町の日本基督教団三崎町教会内に開校し、直兄は初代校長に就任した。1949年6月東京日本語学校は、東京都より各種学校の認可を受ける。1948年に米軍の援助によって完成した「改訂標準日本語讀本」全8巻と副教材シリーズ(非売品)が、1950年には一般に市販され、1980年代まで国内外で使われた。1952年6月には、渋谷区南平台町の現在地に新校舎が完成し、神田三崎町から移動した。創立当時の学生は、宣教師などでほとんどがアメリカ人であったが、その学生たちは直兄に尊敬の意を込め、創立者「長沼直兄」にちなんで学校を「ナガヌマスクール」と呼び親しんだ。直兄は、1957年に健康上の理由により、校長を休職。1962年に復職を果たした後、1964年東京日本語学校校長を辞任、名誉校長就任した。1968年財団法人言語文化研究所理事長を辞任、理事に就任し、1973年に死去するまでを務めた。学校は2009年に「学校法人長沼スクール」と名称を変え、現在も渋谷区南平台町に校舎を構えている。

## “長沼メソッド”
長沼直兄は、イギリス人言語教育者ハロルド・E・パーマーが提唱した教授法「オーラル・メソッド」の影響を受け、これを日本語教育に応用して「問答法」を開発した。これがいわゆる「長沼メソッド」である。特徴は、「音声言語」を重視することである。読むのは、話せるようになってから学ぶ。学生は、音声的にしっかりと日本語を把握し、自分でも口頭で表現できるようになってから、それをどう表記するかを学ぶ。
この「長沼メソッド」は、太平洋戦争中のアメリカ海軍で設置された日本語学校でも、採用されることとなった。

## 日本語教師の養成

### 日本語教師養成講習会の開講
1950年8月「第1回　日本語教師養成講習会」を軽井沢分校で開講。講師：長沼直兄、受講者12名。この時期養成講座が開かれた唯一の場所であり、九州から北海道まで全国各地から参加者が集まった。この講習会はその後毎年開催されたが、1966年の夏をもって軽井沢分校を閉鎖することとなった。軽井沢で夏に学ぶ宣教師が減少し、夏学期も東京で学ぶ学習者が増えたため、全教室を冷房化して翌年からは夏も東京中心に授業を行うこととなったのである。それ以降、長沼スクールが「夏季集中講座」「夏季集中セミナー」として受け継ぎ、毎年、移り変わる学生のニーズや時流に則ったテーマを掲げ、今も尚、全国各地から受講生が集まる。

### 日本語教師連盟の結成、日本語教育研究の発行
日本語教師連盟は、1950年頃、長沼スクールの日本語教師養成講座の修了生を中心に結成された日本語教師の団体で、1962年に(外国人のための)日本語教育学会が創立される以前は、日本語教師唯一の団体であった。1954年より会誌『たより』を刊行、情報交換を行ったり、会員相互の研修会を実施したりして盛んに活動していた。1970年6月に『たより』が、日本語教育の実践研究発表誌を志して『日本語教育研究』と改称し、第1号が刊行された。このときは、編集も発行人も日本語教師連盟(代表は高木国栄)であった。その後、1971年6月の第3号より編集は財団法人言語文化研究所、発行人は日本語教師連盟となり、1971年12月の第4号からは編集兼発行人が財団法人言語文化研究所となった。やがて、日本語教育学会をはじめさまざまな研修機関や団体が盛んに活動するようになったためその役割を終えたとして日本語教師連盟は、2008年6月の総会を最後に解散した。『日本語教育研究』の表紙の題字は、長沼直兄の直筆。現在は、社団法人長沼言語文化研究所が発行人を務め、2014年11月に60号発行までに至る。

## 人物
1922年11月アントネット・ファルキーと結婚。アントネット夫人は後に長風社代表として長沼直兄の著書の出版に当たる。
趣味は日本画、書道、篆刻(てんこく)。

## 代表的な著書
- 英語教授研究所 “The Standard English Readers for Beginners” 1925年3月
- 英語教授研究所 “The Standard English Readers” 1927年12月
- 『標準日本語讀本』巻一 - 巻七(限定出版) 開拓社(非売品) 1931-1934年
- 東亜同文会 『ハナシコトバ学習指導書』1942年10月
- “First Lessons in Nippongo” 日本文化出版社 1945年2月
- “Basic Japanese Course” 長風社 1950年11月
- “Grammar and Glossary” 長風社 1950年11月
- 『改訂標準日本語讀本』巻一 - 巻八 長風社 1950年11月
- 『改訂読本 Word Book』巻一 - 巻八 長風社 1950年11月
- 『改訂読本 漢字ブック』巻一 - 巻八 長風社 1950年11月
- J・クレーヴ共著『英会話5週間 基礎篇及び応用篇』 開拓社 1960年4月
- J・クレーヴ共著『同上音声レコード基礎篇、応用篇(LP3枚宛)』 コロンビア 1960年4月
- 『長沼現代日本語-1』<長沼直兄 遺著> 開拓社 1982年8月
- 『長沼現代日本語-2』<長沼直兄 遺著> 言語文化研究所 1983年7月